# 金聖柱
金聖柱（韓語：김성주，1994年2月16日—），出生於韓國仁川廣域市，韓國男歌手、男演員。2014年10月16日，以五人男子團體UNIQ出道，在隊內擔任韓國隊長、第一主唱。

## 經歷

### 2014年：UNIQ出道
2014年9月17日，為UNIQ第二位公開成員 ；10月16日，隨組合在韓國Mnet音樂節目《M! Countdown》表演出道單曲《Falling in love》在韓國正式出道，在隊里擔任韓國隊長、主唱。10月24日，隨組合為美國動作冒險電影《忍者神龜：變種時代》演唱主題曲《Born To Fight》。11月7日，演唱美國喜劇動畫冒險電影《馬達加斯加的企鵝》中文版主題曲《Celebrate》。11月25日，在北京舉行出道FAN MEETING，正式在中國出道。

### 2015年：迷你專輯《EOEO》、綜藝《咱們穿越吧》
2015年4月24日，隨組合UNIQ發行第一張迷你專輯《EOEO優+》，並在中國、日本、泰國等地舉行一週年世界巡迴粉絲見面會。7月，成為四川衛視歷史體驗真人秀《咱們穿越吧》固定成員。

### 2016年：電視劇《奇妙的時光之旅》、綜藝《花樣男團》、《咱們穿越吧第二季》
2016年4月，主演的電視劇《奇妙的時光之旅》於湖南衛視播出。4月29日，客串電影《夢想合夥人》上映。6月，參加東方衛視明星旅行紀實真人秀《花樣男團》、四川衛視歷史體驗真人秀《咱們穿越吧第二季》。

### 2017年：電視劇《她愛上了我的謊》、《名不虛傳》、電影《這就是命》
2017年3月，出演的電視劇《她愛上了我的謊》於tvN播出，並演唱電視劇OST《我沒關係（괜찮아, 난）》、《Peterpan》和《In Your Eyes》。8月，出演的電視劇《名不虛傳》於tvN播出。12月1日，主演電影《這就是命》上映。

### 2018年：電視劇《瘋了，因為你！》、《我身後的陶斯》
2018年5月，出演電視劇《瘋了，因為你！》於MBC播出，並演唱電視劇OST《미치겠다 (Crazy)》。9月，出演電視劇《我身後的陶斯》於MBC播出。

### 2019年：單曲《你懂就好了》、電影《舞出我人生之舞所不能》
2019年7月26日，主演電影《舞出我人生之舞所不能》上映。9月18日，發行首支solo單曲《你懂就好了》。10月，與周藝軒演唱《沒有秘密的你》OST《晚安守護者》。

### 2020年-2021年：入伍服役
2020年3月9日公告入伍服役，並於2021年9月16日退伍。

### 2022年-至今：單曲《如果下輩子還會遇見》
2022年6月14日，發行solo單曲《如果下輩子還會遇見》。

## 音樂作品

### 單曲
| 發佈日期       | 歌曲名稱           | 合作藝人/ 備註 |
| 2019年10月18日 | 你懂就好了         |                |
| 2022年6月14日  | 如果下輩子還會遇見 |                |

### 其他單曲
| 發佈日期      | 專輯名稱        | 歌曲名稱        | 合作藝人/ 備註           |
| 2017年11月6日 | Act.1           | B1              | 11호 (Feat 聖柱)         |
| 2018年5月10日 | White chocolate | White chocolate | SS (Feat 聖柱)           |
| 2018年8月5日  | 꿀              | 꿀              | Apollo、11호、Ekko、聖柱 |
| 2019年10月9日 | No Plan         | No Plan         | O.A (Feat.사토시、聖柱)  |

### 原聲帶
| 發佈日期       | 專輯名稱                  | 歌曲名稱                          | 合作藝人   | 備註                   |
| 2016年6月21日  | Flying at Night           | Flying at Night (Chinese version) |            | 电影 超能太阳鸭 推广曲 |
| 2017年4月3日   | 她愛上了我的謊 OST Part 3 | 我沒關係（괜찮아, 난）            | Crude Play | 劇中團體               |
| 2017年4月3日   | 她愛上了我的謊 OST Part 3 | Peterpan                          | Crude Play | 劇中團體               |
| 2017年4月25日  | 她愛上了我的謊 OST Part 7 | In Your Eyes                      | Crude Play | 劇中團體               |
| 2018年5月8日   | 瘋了，因為你！ OST        | 미치겠다 (Crazy)                  |            |                        |
| 2019年10月18日 | 沒有秘密的你 OST          | 晚安守護者                        | 周藝軒     | 沒有秘密的你 插曲      |

## 影音作品
音樂錄影帶
| 發佈日期       | 專輯名稱        | 歌曲名稱                          | 合作藝人                 |
| 2016年6月21日  | Flying at Night | Flying at Night (Chinese version) | 电影 超能太阳鸭 推广曲   |
| 2018年8月5日   | 꿀              | 꿀                                | Apollo、11호、Ekko、聖柱 |
| 2019年10月18日 | 你懂就好了      | 你懂就好了                        |                          |

## 戲劇作品

### 電視劇
| 年份 | 電視臺   | 劇名           | 角色   | 性質       |
| 2016 | 湖南衛視 | 奇妙的時光之旅 | 彭振東 | 第二男主角 |
| 2017 | tvN      | 她愛上了我的謊 | 劉時玄 | 男配角     |
| 2017 | tvN      | 名不虛傳       | 金旼載 | 男配角     |
| 2018 | MBC      | 瘋了，因為你！ | 尹熙南 | 男配角     |
| 2018 | MBC      | 我身後的陶斯   | 羅斗宇 | 男配角     |

### 電影
| 年份 | 片名                 | 角色       | 性質       |
| 2016 | 夢想合夥人           | Lucas      | 客串       |
| 2017 | 這就是命             | 殺手 Bryan | 男配角     |
| 2019 | 舞出我人生之舞所不能 | 戴         | 男配角     |
| 2020 | 只有形式的羅曼史     | 劉鎮       | 第二男主角 |

## 綜藝節目

### 主持
| 日期         | 電視台 | 節目名稱 | 備註   |
| 2015年5月8日 | KBS    | 音樂銀行 | 特別MC |

### 綜藝節目
| 日期                   | 頻道          | 節目名稱           | 備註             |
| 2014年10月27日         | 1theK         | Let's Dance        |                  |
| 2015年2月19日－2月20日 | MBC           | MBC偶像明星運動會  | 與李汶翰、周藝軒 |
| 2015年5月2日           | SBS           | Star King          | 與曹承衍         |
| 2015年5月12日－6月2日  | JTBC          | 我去上學啦         | Ep.44-46         |
| 2015年7月26日－11月1日 | 四川衛視      | 咱們穿越吧         |                  |
| 2015年10月12日         | KBS2          | 危機逃出 No.1      | Ep 503、與曹承衍 |
| 2015年10月16日         | 愛奇藝        | 大牌對王牌         | 第一期           |
| 2016年6月18日－9月10日 | 東方衛視      | 花樣男團           |                  |
| 2016年9月5日           | Heyo TV       | 朴素賢的偶像TV     | 與曹承衍         |
| 2017年5月22日          | Arirang       | Showbiz Korea      |                  |
| 2018年12月11日         | tvN           | 腦性時代：問題男子 | Ep 185           |
| 2019年1月8、11日       | MOMOX Youtube | KPOP TOUR          | 與曹承衍         |
| 2019年2月17、24日      | Chunghwa TV   | Weekly China Now   |                  |

### 電台
| 日期           | 頻道         | 電台名稱           | 備註     |
| 2015年5月9日   | SBS Power FM | 金昌烈的Old School | 與曹承衍 |
| 2018年11月24日 | KBS Cool FM  | 文熙俊的Music Show | 與曹承衍 |
| 2019年1月23日  | SBS PowerFM  | 朴素賢的Love Game  |          |

## 外部連結
- 聖柱的Instagram帳戶
- 聖柱的新浪微博
- YouTube上的聖柱頻道